# Stratosfear
| Recensione     | Giudizio |
| -------------- | -------- |
| AllMusic       |          |
| Piero Scaruffi | 6/10     |

Stratosfear , pubblicato nel 1976, è l'ottavo album del gruppo di musica elettronica tedesco Tangerine Dream. Il brano Stratosfear è stato eseguito dal vivo molte volte dal gruppo ed è stato distribuito in versione remix nella compilation Booster.
Il disco ha raggiunto la posizione numero 39 nel Regno Unito standoci per poche settimane. Tuttavia, ottenne il disco d'argento per 60 000 copie vendute.

## Tracce
1. Stratosfear – 10:04 (Peter Baumann, Edgar Froese, Christopher Franke)
2. The Big Sleep In Search Of Hades – 4:45 (Christopher Franke, Peter Baumann, Edgar Froese)
3. 3am At the Border of the Marsh From Okefenokee – 8:10 (Edgar Froese, Peter Baumann, Christopher Franke)
4. Invisible Limits – 11:40 (Edgar Froese, Peter Baumann, Christopher Franke)

## Formazione
- Edgar Froese – mellotron, sintetizzatore Moog, chitarre a 6 & 12 corde, pianoforte, chitarra basso, organo elettrico
- Christopher Franke – sintetizzatore Moog, organo elettrico, percussioni, nastri in loop per mellotron, clavicembalo
- Peter Baumann – sintetizzatore Moog, Computer ritmico della Project Electronic, piano elettrico Fender, mellotron

## Crediti
- Composto e suonato da Chris Franke, Edgar Froese e Peter Baumann.
- Registrato in agosto del 1976 all'Audio Studio di Berlino.
- Ingegnere del suono: Otto.
- Prodotto e mixato da: Tangerine Dream.
- Copertina e arte grafica: Cooke-Key Associates, London.
- Fotografia interna: Monique Froese.

## Uscite discografiche in LP
- Virgin Records Ltd. (1976) codice prima stampa inglese V 2068 (copertina apribile "gatefold cover")
- Virgin/Ariola (1976) codice prima stampa tedesca 28146
- Virgin Dischi SpA (1976) stampa italiana
- Virgin International (1976) stampa internazionale

## Ristampe in CD
- Virgin Records Ltd. (1984) codice CDV 2068 (fabbricato in Germania per mercato inglese, tedesco, europeo)
- Virgin Records Ltd. (1988) codice 2-91010 (fabbricato USA per mercato americano)
- Virgin Records Ltd. (1995) codice TAND 8 (fabbricato UK, Olanda, Francia, Italia "rimasterizzato")
- Virgin Charisma -EMI- (2004) codice VJCP-68916 (fabbricato Giappone per mercato asiatico, copertina "papersleeve" "rimasterizzato")

## Detentori dei diritti d'autore
- 1976-1993: Virgin Music (Publishers) Ltd.
- 1994 ad oggi: EMI Virgin Music Ltd.